# Erik Sviatchenko
Erik Sviatchenko (Viborg, 4 ottobre 1991) è un calciatore danese, di origini ucraine, difensore dello Houston Dynamo.
È figlio dell'artista ucraino Serhij Svjatčenko.

## Carriera

### Club
Ha esordito nel 2009 con il Midtjylland.

### Nazionale
Ha militato dal 2010 al 2012 nell'Under-21.

## Statistiche

### Presenze e reti nei club
Statistiche aggiornate al 15 settembre 2022.
| Stagione           | Squadra            | Campionato         | Campionato | Campionato | Coppe nazionali | Coppe nazionali | Coppe nazionali | Coppe continentali | Coppe continentali | Coppe continentali | Altre coppe | Altre coppe | Altre coppe | Totale | Totale |
| Stagione           | Squadra            | Comp               | Pres       | Reti       | Comp            | Pres            | Reti            | Comp               | Pres               | Reti               | Comp        | Pres        | Reti        | Pres   | Reti   |
| ------------------ | ------------------ | ------------------ | ---------- | ---------- | --------------- | --------------- | --------------- | ------------------ | ------------------ | ------------------ | ----------- | ----------- | ----------- | ------ | ------ |
| 2008-2009          | Midtjylland        | SL                 | 1          | 0          | CD              | 0               | 0               | CU                 | 0                  | 0                  | -           | -           | -           | 1      | 0      |
| 2009-2010          | Midtjylland        | SL                 | 5          | 1          | CD              | 0               | 0               | -                  | -                  | -                  | -           | -           | -           | 5      | 1      |
| 2010-2011          | Midtjylland        | SL                 | 13         | 0          | CD              | 2               | 0               | -                  | -                  | -                  | -           | -           | -           | 15     | 0      |
| 2011-2012          | Midtjylland        | SL                 | 15         | 1          | CD              | 0               | 0               | UEL                | 0                  | 0                  | -           | -           | -           | 15     | 1      |
| 2012-2013          | Midtjylland        | SL                 | 28         | 2          | CD              | 2               | 0               | UEL                | 2                  | 0                  | -           | -           | -           | 32     | 2      |
| 2013-2014          | Midtjylland        | SL                 | 17         | 3          | CD              | 1               | 0               | -                  | -                  | -                  | -           | -           | -           | 18     | 3      |
| 2014-2015          | Midtjylland        | SL                 | 19         | 1          | CD              | 0               | 0               | UEL                | 1                  | 0                  | -           | -           | -           | 20     | 1      |
| 2015-gen. 2016     | Midtjylland        | SL                 | 13         | 2          | CD              | 0               | 0               | UCL+UEL            | 4+8                | 1+0                | -           | -           | -           | 21     | 3      |
| gen.-giu. 2016     | Celtic             | SP                 | 14         | 0          | SC+CdL          | 3+1             | 1+0             | -                  | -                  | -                  | -           | -           | -           | 18     | 1      |
| 2016-2017          | Celtic             | SP                 | 28         | 1          | SC+CdL          | 3+3             | 0+0             | UCL                | 9                  | 0                  | -           | -           | -           | 43     | 1      |
| 2017-gen. 2018     | Celtic             | SP                 | 0          | 0          | SC+CdL          | 0+0             | 0               | UCL                | 2                  | 0                  | -           | -           | -           | 2      | 0      |
| Totale Celtic      | Totale Celtic      | Totale Celtic      | 42         | 1          |                 | 10              | 1               |                    | 11                 | 0                  |             | -           | -           | 63     | 2      |
| gen.-giu. 2018     | Midtjylland        | SL                 | 16         | 1          | CD              | 1               | 0               | -                  | -                  | -                  | -           | -           | -           | 17     | 1      |
| 2018-2019          | Midtjylland        | SL                 | 27         | 1          | CD              | 4               | 1               | UCL                | 2                  | 0                  | -           | -           | -           | 33     | 2      |
| 2019-2020          | Midtjylland        | SL                 | 32         | 6          | CD              | 0               | 0               | UEL                | 2                  | 0                  | -           | -           | -           | 34     | 6      |
| 2020-2021          | Midtjylland        | SL                 | 28         | 4          | CD              | 4               | 0               | UCL                | 9                  | 0                  | -           | -           | -           | 41     | 4      |
| 2021-2022          | Midtjylland        | SL                 | 25         | 4          | CD              | 5               | 1               | UCL+UEL+UECL       | 3+6+1              | 0+1+0              | -           | -           | -           | 40     | 6      |
| 2022-2023          | Midtjylland        | SL                 | 7          | 0          | CD              | 0               | 0               | UCL+UEL            | 3+2                | 1+1                | -           | -           | -           | 12     | 2      |
| Totale Midtjylland | Totale Midtjylland | Totale Midtjylland | 246        | 26         |                 | 19              | 1               |                    | 43                 | 4                  |             | -           | -           | 308    | 31     |
| Totale carriera    | Totale carriera    | Totale carriera    | 288        | 27         |                 | 29              | 2               |                    | 54                 | 4                  |             | -           | -           | 371    | 33     |

### Cronologia presenze e reti in nazionale
| Cronologia completa delle presenze e delle reti in nazionale ― Danimarca | Cronologia completa delle presenze e delle reti in nazionale ― Danimarca | Cronologia completa delle presenze e delle reti in nazionale ― Danimarca | Cronologia completa delle presenze e delle reti in nazionale ― Danimarca | Cronologia completa delle presenze e delle reti in nazionale ― Danimarca | Cronologia completa delle presenze e delle reti in nazionale ― Danimarca | Cronologia completa delle presenze e delle reti in nazionale ― Danimarca | Cronologia completa delle presenze e delle reti in nazionale ― Danimarca |
| Data                                                                     | Città                                                                    | In casa                                                                  | Risultato                                                                | Ospiti                                                                   | Competizione                                                             | Reti                                                                     | Note                                                                     |
| ------------------------------------------------------------------------ | ------------------------------------------------------------------------ | ------------------------------------------------------------------------ | ------------------------------------------------------------------------ | ------------------------------------------------------------------------ | ------------------------------------------------------------------------ | ------------------------------------------------------------------------ | ------------------------------------------------------------------------ |
| 25-03-2015                                                               | Aarhus                                                                   | Danimarca                                                                | 3 – 2                                                                    | Stati Uniti                                                              | Amichevole                                                               | -                                                                        |                                                                          |
| 29-03-2015                                                               | Saint-Denis                                                              | Francia                                                                  | 2 – 0                                                                    | Danimarca                                                                | Amichevole                                                               | -                                                                        | 77’                                                                      |
| 07-09-2015                                                               | Erevan                                                                   | Armenia                                                                  | 0 – 0                                                                    | Danimarca                                                                | Qual. Euro 2016                                                          | -                                                                        | 80’                                                                      |
| 11-10-2015                                                               | Copenaghen                                                               | Danimarca                                                                | 1 – 2                                                                    | Francia                                                                  | Amichevole                                                               | 1                                                                        | 74’                                                                      |
| 29-03-2016                                                               | Glasgow                                                                  | Scozia                                                                   | 1 – 0                                                                    | Danimarca                                                                | Amichevole                                                               | -                                                                        | 64’                                                                      |
| Totale                                                                   |                                                                          | Presenze                                                                 | 5                                                                        |                                                                          | Reti                                                                     | 1                                                                        |                                                                          |

## Palmarès

### Club

#### Competizioni nazionali
- Campionato danese: 3

Midtjylland: 2014-2015, 2017-2018, 2019-2020
- Coppa di Lega scozzese: 2

Celtic: 2016-2017, 2017-2018
- Coppa di Scozia: 1

Celtic: 2016-2017
- Campionato scozzese: 2

Celtic: 2015-2016, 2016-2017
- Coppa di Danimarca: 2

Midtjylland: 2018-2019, 2021-2022
- Lamar Hunt U.S. Open Cup: 1

Houston Dynamo: 2023